# Saint-Armel (Ille-et-Vilaine)
Saint-Armel (bret. Sant-Armael-ar-Gilli) – miejscowość i gmina we Francji, w regionie Bretania, w departamencie Ille-et-Vilaine.
Według danych na rok 1990 gminę zamieszkiwało 1290 osób, a gęstość zaludnienia wynosiła 166 osób/km² (wśród 1269 gmin Bretanii Saint-Armel plasuje się na 476. miejscu pod względem liczby ludności, natomiast pod względem powierzchni na miejscu 919.).